# 37公釐1925年型高射砲
37公釐1925年型高射炮是指在第二次世界大戰期間，廣泛被法國海軍採用的一系列防空炮。

## 設計與建造
1925年型高射炮的炮架只能容納一門炮，而其改進型1933年型高射炮則是雙聯裝的。 兩款火炮都是手動裝填，半自動。對比起其他使用彈匣供彈的同類高射炮，其火力較為薄弱。因為低射速，炮彈重量輕和每艘船上配備的數量少，導致此型火炮在高射炮界別中聲名狼藉。

## 配有1925或1933年型高射炮的船艦
- 鷹級驅逐艦
- 布干維爾級通報艦
- 布爾拉斯克驅逐艦
- 查卡爾級驅逐艦
- 敦刻尔克級戰列艦
- 杜肯級巡洋艦
- 獵豹級驅逐艦
- 靈巧級驅逐艦
- 墨爾波墨涅級魚雷艇
- 空想級驅逐艦
- 驕傲級魚雷艇
- 莫加多爾級驅逐艦
- 黎塞留級戰列艦
- 蘇佛朗級巡洋艦
- 沃克蘭級驅逐艦
- 速科夫號潛艇

## 與其他同類火炮比較
| 國家     | 火炮型號                     | 每分鐘射速 | 炮彈重量     | 發射重量                  |
| -------- | ---------------------------- | ---------- | ------------ | ------------------------- |
| 法國     | 1925年型高射炮               | 15-21      | .72（1.6磅） | 10.8—15.12（23.8—33.3磅） |
| 納粹德國 | 37毫米SK C/30型速射炮        | 30         | .74（1.6磅） | 22.2（49磅）              |
| 義大利   | 布雷達37/54型機炮            | 60-120     | .82（1.8磅） | 49.2—98.4（108—217磅）    |
| 美国     | 37毫米M1高射炮               | 120        | .87（1.9磅） | 104.4（230磅）            |
| 納粹德國 | 3.7厘米18/36/37/43年式高射炮 | 150        | .64（1.4磅） | 96（212磅）               |
| 苏联     | 1939式61-K型37毫米高射炮     | 80         | .73（1.6磅） | 58.4（129磅）             |
| 英国     | QF 2磅艦炮                   | 115        | .91（2.0磅） | 104.6（231磅）            |
| 瑞典     | 波佛斯40公釐高射砲           | 120        | .9（2.0磅）  | 108（238磅）              |